# Galenara lixaria
Galenara lixaria är en fjärilsart som beskrevs av Augustus Radcliffe Grote 1882. Galenara lixaria ingår i släktet Galenara och familjen mätare. Inga underarter finns listade i Catalogue of Life.